# نهائي كوبا ليبرتادوريس 1979
نهائي كأس ليبرتادوريس 1979 هو النهائي الخامس والأربعون من بطولة كأس ليبرتادوريس لتحديد بطل كوبا ليبرتادوريس عام 1979 . وخاضها نادي بوكا جونيورز وأوليمبيا . أقيمت مباراة الذهاب يوم 22 يوليو على ملعب أولمبيا ، فيما أجريت مباراة الإياب يوم 27 يوليو على ملعب بوكا جونيورز. كانت هذه هي نهائيات كأس ليبرتادوريس الثانية لأولمبيا والرابعة النهائية لبوكا جونيورز. 
وفاز أوليمبيا بالمباراة بعد فوزه في مباراة الذهاب 2-0 على ملعب أسونسيون ديفينسوريس ديل تشاكو ، وتعادل الإياب 0-0 في ملعب بوينس آيرس في ملعب ألبرتو أرماندو وجمع نقاط أكثر من منافسه.  

## الفرق المتأهلة
| فريق         | مشاركات سابقة (الخط الغليظ يشير إلى فوز) |
| ------------ | ---------------------------------------- |
| أوليمبيا     | 1960                                     |
| بوكا جونيورز | 1963، 1977 ، 1978                        |